# Reloj solar de Schniep

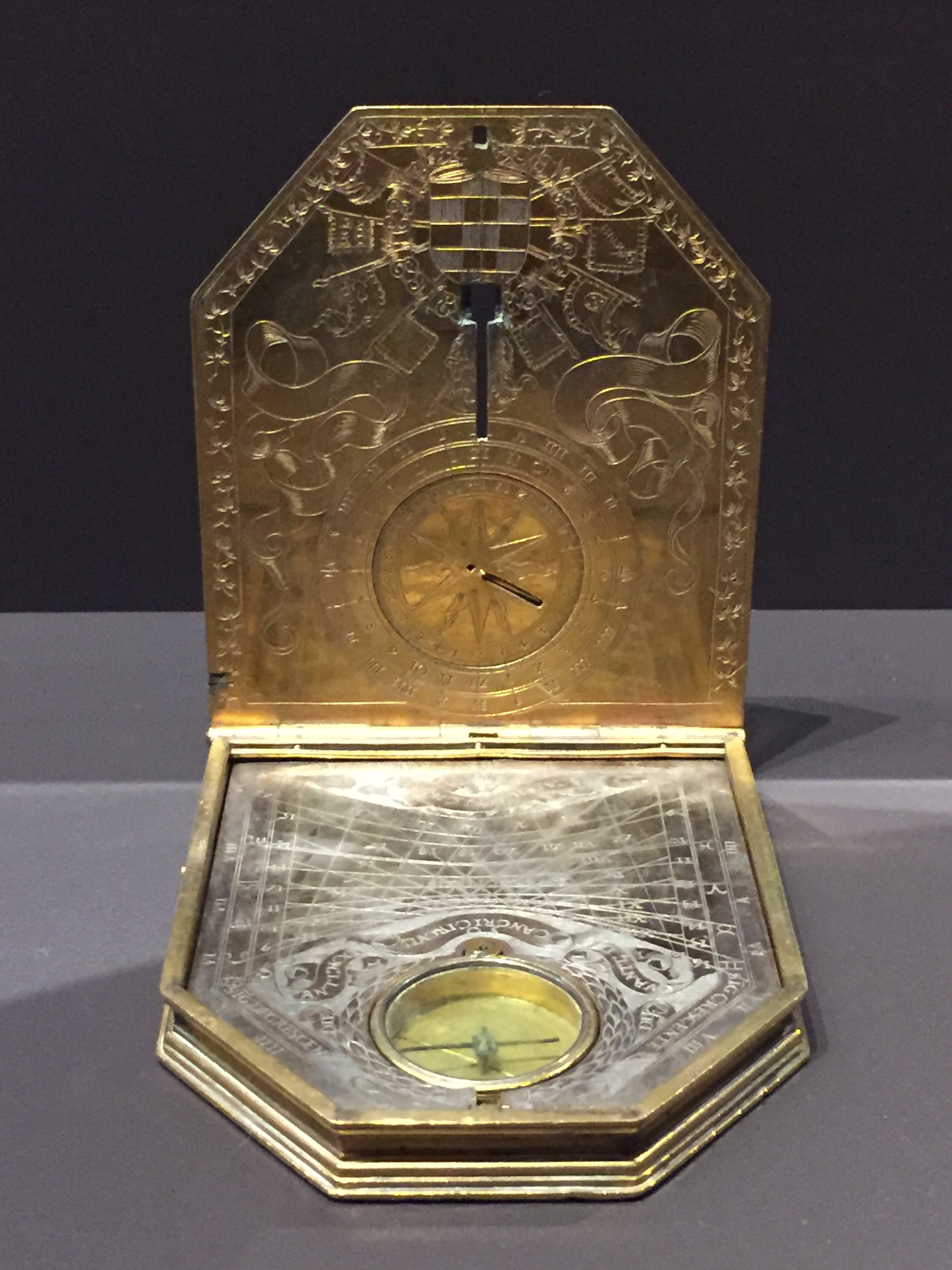
Reloj solar del III Duque de Alba.

El reloj solar del III Duque de Alba es un instrumento científico realizado por un famoso artesano alemán del Renacimiento, Ulrich Schniep, en Múnich en 1548. Forma parte de la inmensa colección (más de 1.300.000 piezas) del Museo Arqueológico Nacional de Madrid, con número de inventario 2015/31/1. Sus dimensiones son 11 cm de ancho y  7 cm de profundidad. 
El reloj fue creado por Ulrich Schniep, que estuvo activo entre 1545 y 1588, en latón, acero y vidrio. La obra teórica de este científico es conocida por sus compendios astronómicos y relojes solares de bolsillo fechados entre 1553 y 1588, aunque esta pieza es anterior, en torno a 1548, siendo su primer reloj solar firmado por él.
Entre su clientela habitual estuvieron reyes y nobles europeos del siglo XVI, como Carlos V o Fernando Álvarez de Toledo y Pimentel (1507-1582), III Duque de Alba, como indica el escudo de armas grabado en el interior de la tapa.
Fernando Álvarez de Toledo y Pimentel dirigió durante dos años los Tercios imperiales frente a la Liga protestante de Esmalcalda, trayéndose en su regreso a España este reloj solar diseñado para ser utilizado en latitudes españolas. 
En 1551 el emperador Carlos V le concedió el privilegio de poseer su propio escudo heráldico con el lema Asterinamos und Kundtpassmacher (Astrónomo y Constructor de brújulas), que le ennoblecía teniendo en cuenta su condición de artesano. 